# Serviërs in Albanië
Serviërs in Albanië (Servisch: Срби у Албанији, Srbi u Albaniji; Albanees: Serbët në Shqipëri) zijn etnische Serviërs die in Albanië woonachtig zijn. Zij zijn daar een officieel erkende etnische minderheid.

## Demografie
De totale schatting van de Serviërs in Albanië is ongeveer 2000. Zij zijn hoofdzakelijk woonachtig in het noorden van het land, in de omgeving van Shkodër. Het merendeel hangt de Servisch-Orthodoxe Kerk aan, gevolgd door kleine islamitische minderheden.

## Bekende personen
- Kosta Miličević